# Tüskevár
Tüskevár ist eine ungarische Gemeinde im Kreis Devecser im Komitat Veszprém.

## Geografische Lage
Tüskevár liegt neuneinhalb Kilometer nordwestlich der Stadt Devecser, an dem Fluss Torna. Nachbargemeinden sind Apácatorna, Karakószörcsök und Somlójenő. Nordöstlich in vier Kilometer Entfernung liegt das Landschafts- und Naturschutzgebiet Somló (Somló Tájvédelmi Körzet).

## Geschichte
Im Jahr 1913 gab es in der damaligen Kleingemeinde 220 Häuser und 1193 Einwohner auf einer Fläche von 2950 Katastraljochen. Sie gehörte zu dieser Zeit zum Bezirk Devecser im Komitat Veszprém.

## Sehenswürdigkeiten
- Heimatmuseum (Helytörténeti Múzeum)
- Marienstatue (Mária-szobor), erschaffen 1756
- Nepomuki-Szent-János-Statue, erschaffen 1767
- Römisch-katholische Kirche Kisboldogasszony, erbaut 1762–1767 (Barock)
- Römisch-katholische Kapelle Szent Izidor és Szent Vendel, erbaut 1880
- Szent-István-Statue, erschaffen von András Molnár

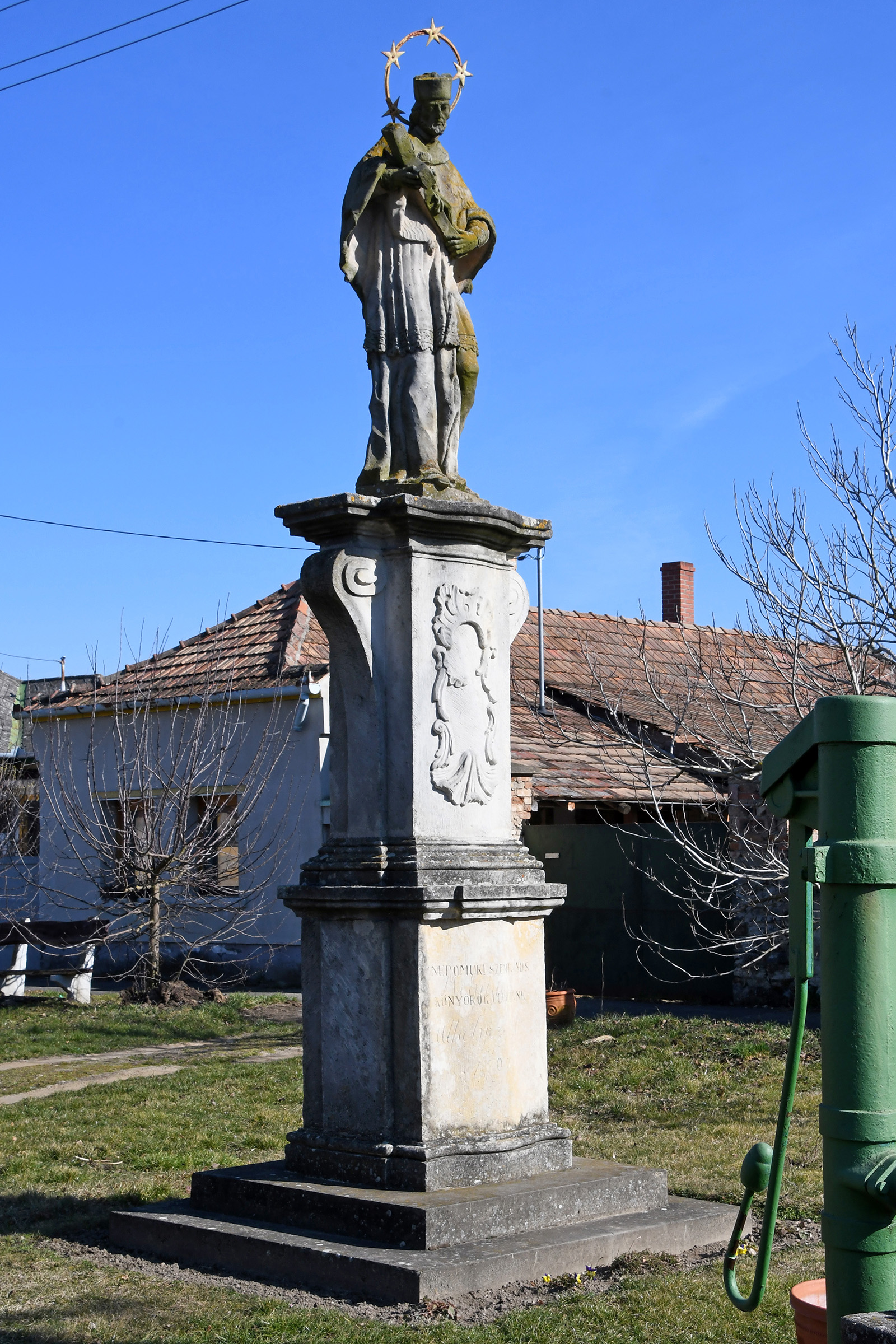
Nepomuki-Szent-János-Statue

## Verkehr
Durch Tüskevár verläuft die Landstraße Nr. 73183 und am nördlichen Ortsrand die Hauptstraße Nr. 8. Über den nordöstlich außerhalb des Ortes gelegenen Bahnhof ist die Gemeinde an die Eisenbahnstrecke von Székesfehérvár nach Szombathely angebunden. 